# Nick e il Glimmung
Nick e il Glimmung (Nick and the Glimmung) è un romanzo di fantascienza per bambini di Philip K. Dick, scritto nel 1966 e pubblicato per la prima volta nel 1988.

## Trama
A seguito di una disposizione in base alla quale gli animali domestici sono banditi, i Graham dovrebbero sbarazzarsi del proprio gatto Horace. Ma, per il bene del piccolo Nick, papà e mamma decidono che sia più giusto lasciare la terra e trasferirsi in un pianeta in cui non ci sia problema di sovrappopolamento e conseguente rischio per gli animali di qualsiasi tipo.
I Graham decidono così di trasferirsi nel Pianeta dell'Aratro, una remota colonia, con ancora pochi terrestri, ma nella quale è possibile diventare proprietari di una grande fattoria e vivere serenamente di quanto si produce.
L'arrivo nel pianeta dell'Aratro conferma alcune informazioni iniziali, ma fa scoprire come anche questo mondo viva dei conflitti e presenti rischi di vario genere, anche per i gatti. Vi sono in effetti tutta una serie di creature piuttosto bizzarre con le quali dover far presto conoscenza per capire come evitare guai. A partire dal Vuàb, un animale intelligente ma privo di parola, che dovrebbe portarli a destinazione ma che, ingordo di qualsiasi cosa, mangia la loro cartina rendendo il loro primo viaggio sul nuovo pianeta un'avventura. Ci sono poi i Gwerj, esseri volanti che subito rapiscono Horace. I Graham dopo lo scontro iniziale li ricontattano e vedono restituito il gatto e, per errore, vengono omaggiati di un libro importantissimo. Il libro del Glimmung, un essere anche lui alieno in questo pianeta, di grandissima potenza e intelligenza, che starebbe dietro anche ai grandi conflitti del pianeta.
I Graham non capendo l'importanza del libro, lo scambiano per un passaggio da parte di un colono terrestre che, finalmente, li porta nella loro fattoria. Qui, dopo aver fatto conoscenza con i miti Ragnustri, apprendono dell'importanza del libro ceduto e si convincono di doverlo recuperare. Intanto nel loro cortile, una specie vegetale, i Papà-fungo, crea rapidamente delle repliche delle loro persone. Avvisata la polizia, questi pericolosi funghi vengono sterminati, a meno della replica del piccolo Nick.
Scomparso nuovamente Horace, nell'intento di trovarlo, Nick in maniera fortunosa e avventurosa riesce poi a rientrare in possesso nel libro magico, sul quale c'è scritto il passato, il presente e il futuro del pianeta. Grazie a quanto scritto nello stesso riesce a sconfiggere il potentissimo Glimmung, dopo aver raggiunto gli Stampari, una specie rara in grado di replicare, a modo loro, qualsiasi cosa, animata e inanimata.
Dopo questo grande successo del quale si compiacciono tutti, non resta che ritrovare Horace. Sempre con l'aiuto del libro magico, Nick segue i miagolii del suo gatto arrivando in contatto con la sua replica-fungo cui Horace si era naturalmente avvicinato. Con ragionevolezza Nick fa capire alla sua replica quanto il gatto sia importante per lui e l'altro si fa così da parte capendo perfettamente la situazione.

## Edizioni
- Philip K. Dick, Nick and the Glimmung, Gollancz, 1988,  p. 141.
- Philip K. Dick, Nick e il Glimmung, traduzione di Ilva Tron, collana Junior, Arnoldo Mondadori Editore, 1994,  p. 141. Illustrazioni di Paul Demeyer.